# Brignancourt
Brignancourt ist eine französische Gemeinde mit 243 Einwohnern (Stand 1. Januar 2022) im Département Val-d’Oise der Region Île-de-France; sie gehört zum Arrondissement Pontoise und zum Kanton Pontoise. Die Einwohner nennen sich Brignancourtois bzw. Brignancourtoises.

## Geografie
Die Gemeinde Brignancourt befindet sich 42 Kilometer nordwestlich von Paris. Sie liegt im Regionalen Naturpark Vexin français.
Umgeben wird Brignancourt von den vier Nachbargemeinden:
|        | Chars                                       | Marines |
| Moussy | Kompassrose, die auf Nachbargemeinden zeigt |         |
|        | Santeuil                                    |         |

## Geschichte
Brignancourt wird 775 erstmals genannt. Im 12. Jahrhundert kam der Ort in den Besitz der Abtei Saint-Denis und im 16. Jahrhundert an Ferry d’Aumont. Im  17. Jahrhundert war François de Créquy, Marquis de Marines, der Grundherr von Brignancourt.

## Bevölkerungsentwicklung
| Jahr      | 1962 | 1968 | 1975 | 1982 | 1990 | 1999 | 2006 |
| Einwohner | 121  | 142  | 145  | 173  | 188  | 205  | 209  |

## Sehenswürdigkeiten

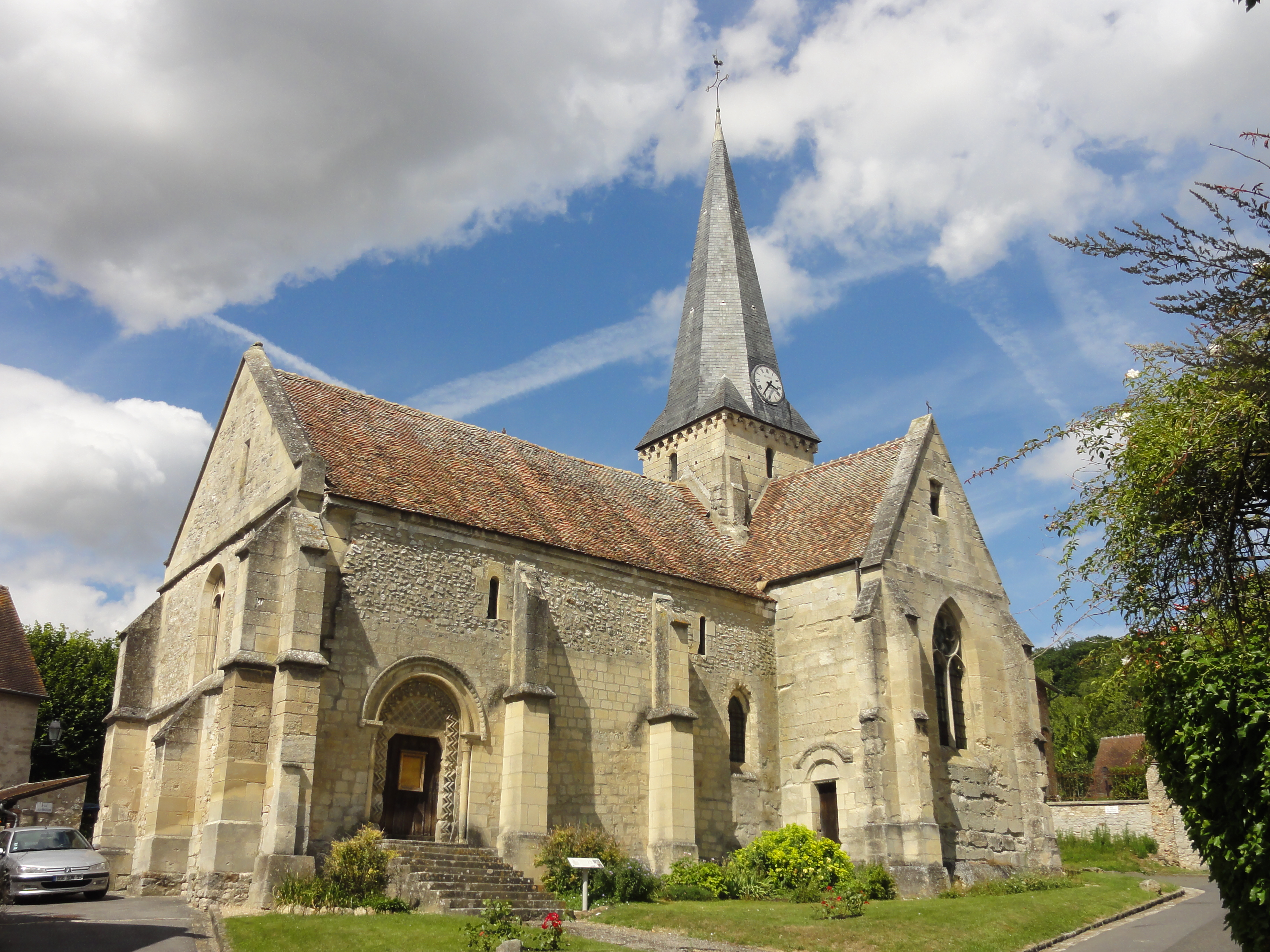
Kirche St-Pierre-aux-Liens

- Kirche St-Pierre-aux-Liens, erbaut ab dem 11. Jahrhundert (Monument historique)[1]
- Waschhaus